# Onychoteuthis aequimanus
Onychoteuthis aequimanus is een inktvissensoort uit de familie van de Onychoteuthidae. De wetenschappelijke naam van de soort is voor het eerst geldig gepubliceerd in 1868 door Gabb.